# Wałcz (comune rurale)
Wałcz è un comune rurale polacco del distretto di Wałcz, nel voivodato della Pomerania Occidentale.
Ricopre una superficie di 575,09 km² e nel 2005 contava 12 362 abitanti.
Il capoluogo è Wałcz, che non fa parte del territorio ma costituisce un comune a sé.